# Honda Today
La Honda Today (en Japonais: ホンダ・トゥデイ) est une kei car produite par Honda à partir de 1985. Elle a été remplacée par le Honda Life en 1998.
La Today a marqué le retour de Honda dans la production de kei cars que la marque avait abandonné en 1975, choisissant uniquement de continuer à fabriquer le Honda Acty et le « microvan » Honda Street. Après 1975, la plus petite voiture de Honda était la Civic, jusqu'à l'introduction d'une City plus petite en 1981, qui était une « supermini » avec un moteur plus gros que ce que la législation sur les kei cars autorisait.
L'appelation Today a depuis été utilisée par Honda pour un Scooter 50cc fabriqué en Chine, produit de 2002 à 2016.

## Première génération
La première génération de Today (JW1) a été introduite en septembre 1985 en tant que berline hayon à trois portes. Elle était à l'origine vendue uniquement comme une fourgonnette commerciale légère, car la fiscalité favorisait ces types de véhicules. L'essieu arrière était une suspension à ressorts hélicoïdaux, tandis que l'essieu avant utilisait des jambes de force avec des bras de commande orientés vers l'avant.
Destiné uniquement au marché japonais, la Today a été initialement déclinée sous trois modèles différents, le modèle d'entrée de gamme étant le « F », le « M » et le « G » en allant du moins au plus haut de gamme. Elle a été introduite chez les concessionnaires japonais Honda Primo nouvellement établis aux côtés de la Civic. La conception du hayon à toit plat a été partagée avec la Honda City (supermini), de plus en plus grande, la compacte Honda Civic et la Honda Accord AeroDeck de taille moyenne. Grâce à un moteur très compact et à la suspension arrière à bras oscillants, Honda a pu donner à la voiture des porte-à-faux minimes et un empattement de 2330 mm en faisant d'elle la plus longue de toutes les kei cars de l'époque, et avec l'architecture efficace de la voiture, l'habitacle occupait plus des trois quarts de la longueur de la voiture. Fait inhabituel, le fond était asymétrique avec le frein de stationnement décalé vers la gauche, permettant un espace supplémentaire pour le siège du conducteur.
Initialement disponible avec une boîte manuelle à quatre vitesses ou une transmission semi-automatique Hondamatic à deux vitesses, la Today était propulsée par le moteur OHC (545 cc) refroidi par eau dérivé de la Gold Wing .Le moteur Honda EH à deux cylindres de 31 cm³ produisant 23 kW (31 hp) — le même que celui utilisé dans le camion Acty . Le moteur était équipé d'un carburateur Keihin à corps unique et, étant un véhicule utilitaire, il n'avait pas besoin d'un convertisseur catalytique mais pouvait se contenter d'un système EGR pour contrôler les émissions. La transmission était placée sur le côté droit du moteur, avec le différentiel monté en dessous. Lors d'un essai routier d'une voiture équipée d'un Hondamatic appartenant à la flotte d'essai de General Motors, Car and Driver a mesuré une vitesse de pointe de 97 km/h tandis que le sprint a nécessité 34,2 secondes.
Une boîte manuelle à cinq vitesses est devenue disponible sur l'édition spéciale Today G en septembre 1987. Une autre édition spéciale est apparue en février 1987 ; la « Pochette » basée sur le Today M a reçu des couleurs spéciales et était destinée à la clientèle féminine. La Pochette est devenue un modèle permanent en 1990 et est restée disponible jusqu'à la deuxième génération.
Dans un marché où les moteurs trois cylindres étaient de norme, l'ultra-compact EH était déjà dépassé et a été remplacé par le moteur E05A à trois cylindres (547cc), quatre soupapes avec un seul arbre à cames en tête en février 1988. Au même moment, la Today a subi une légère refonte dans laquelle les phares ronds de la voiture ont été remplacés par des lentilles aérodynamiques assorties au reste de la famille Honda. Le capot a dû être élevé afin d'accueillir le moteur plus volumineux. L'arrière a également été modernisé, avec le coffre doté d'un petit aileron sur le dessus et d'un pare-brise arrière plus grand. En dessous, il y avait un nouveau pare-chocs plus lisse avec des feux arrière redessinés qui ont finalement trouvé leur place sur les fourgonnettes Acty de deuxième et troisième génération (et le Vamos Hobio ) ; cette conception de phares est restée en production jusqu'à la mi-2018. Le restylage a également reçu une boîte automatique à trois vitesses à convertisseur de couple plutôt que la Hondamatic précédente, et pour la première fois, une version passager est devenue disponible (en mars 1988). Les objectifs de vente étaient de 9 000 par mois pour la fourgonnette et de 1 000 par mois pour la version voiture particulière.
La suspension et le tableau de bord ont également été améliorés. Les codes de châssis étaient JW2 pour le modèle commercial et JA1 pour le modèle passager. Les versions disponibles étaient F, M, G, Ri, Ri-Z (JW2), XG (JA1) et XTi (JA1). Le XG et tous les modèles à injection étaient mieux équipés pour gérer la conduite sur autoroute, avec des barres stabilisatrices avant et des freins à disque avant. Ces versions étaient aussi équipées de ressorts hélicoïdaux progressifs sur l'essieu arrière. Plus tard, des versions passagers XE et XL (moins chères) ont été ajoutées lorsque les véhicules utilitaires légers ont commencé à perdre leur domination dans le segment. Les puissances de sortie variaient, car les véhicules commerciaux étaient soumis à des réglementations moins strictes en matière d'émissions. Les modèles bas de gamme développent 26 kW (35 hp), bien que les modèles passagers utilisaient un carburateur électronique « PGM-carb ». Les modèles à injection de carburant produisent 32 kW (43 hp) dans les voitures commerciales, 31 kW (42 hp) dans les fourgons automatiques et les modèles passagers manuels, et 29 kW (39 hp) dans les modèles de tourisme avec transmission automatique.

### L'ère 660 cc
Conformément à la nouvelle réglementation des kei cars de mars 1990, les pare-chocs actuels ont été agrandis pour donner à la voiture une longueur de 3295 mm et le moteur a été agrandi à 656 cc. La puissance de sortie était 31 kW (42 hp) pour les modèles à carburateur et 38 kW (51 hp) pour les modèles à injection. Les nouveaux codes de châssis étaient JW3/JW4 (version commerciale 2WD, 4WD) et JA2/JA3 (version passager 2WD, 4WD). Avril 1990 a vu l'ajout d'une version à quatre roues motrices permanentes avec un essieu arrière indépendant et des jambes de force.

### Arrêt
La deuxième génération de Today a été introduite en 1993 et a été conçue autour du confort des passagers, contrairement au modèle original plus utilitaire. Ainsi, les modèles passagers de la Today originale (JA2/JA3) ont été immédiatement abandonnés. La gamme a été encore réduite en septembre 1994 aux modèles de base Pro F, Humming X et aux modèles à quatre roues motrices Pro QP et Humming QX. La version à injection avait déjà été abandonnée et la boîte manuelle à cinq vitesses n'était disponible qu'avec une transmission intégrale. Les autres modèles ont reçu une boîte manuelle à quatre vitesses ou une boîte automatique à trois vitesses optionnelle. Les modèles Humming bien équipés étaient une tentative de reconquérir les acheteurs qui avaient été rebutés par l'absence de hayon de la deuxième génération, et se sont avérés plus populaires que le modèle récent. Les modèles Pro et Humming ont continué à être construits en parallèle jusqu'à ce que la réglementation des kei cars soit à nouveau modifiée en octobre 1998.

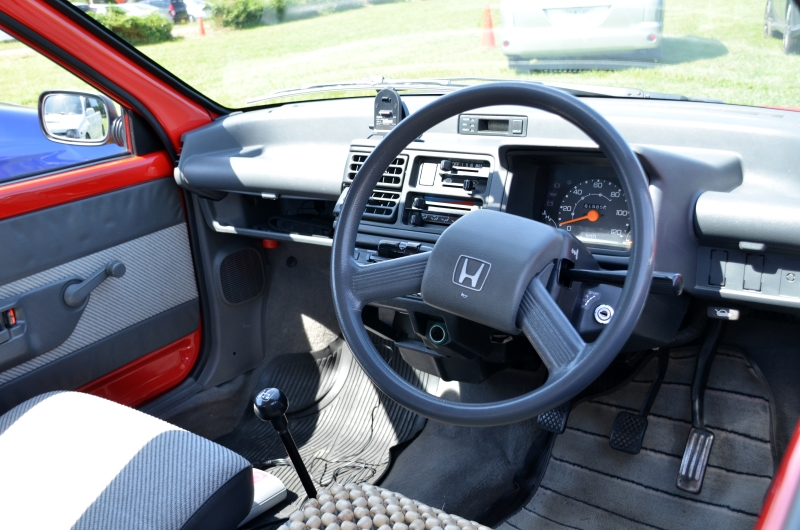
Intérieur de la Today originale
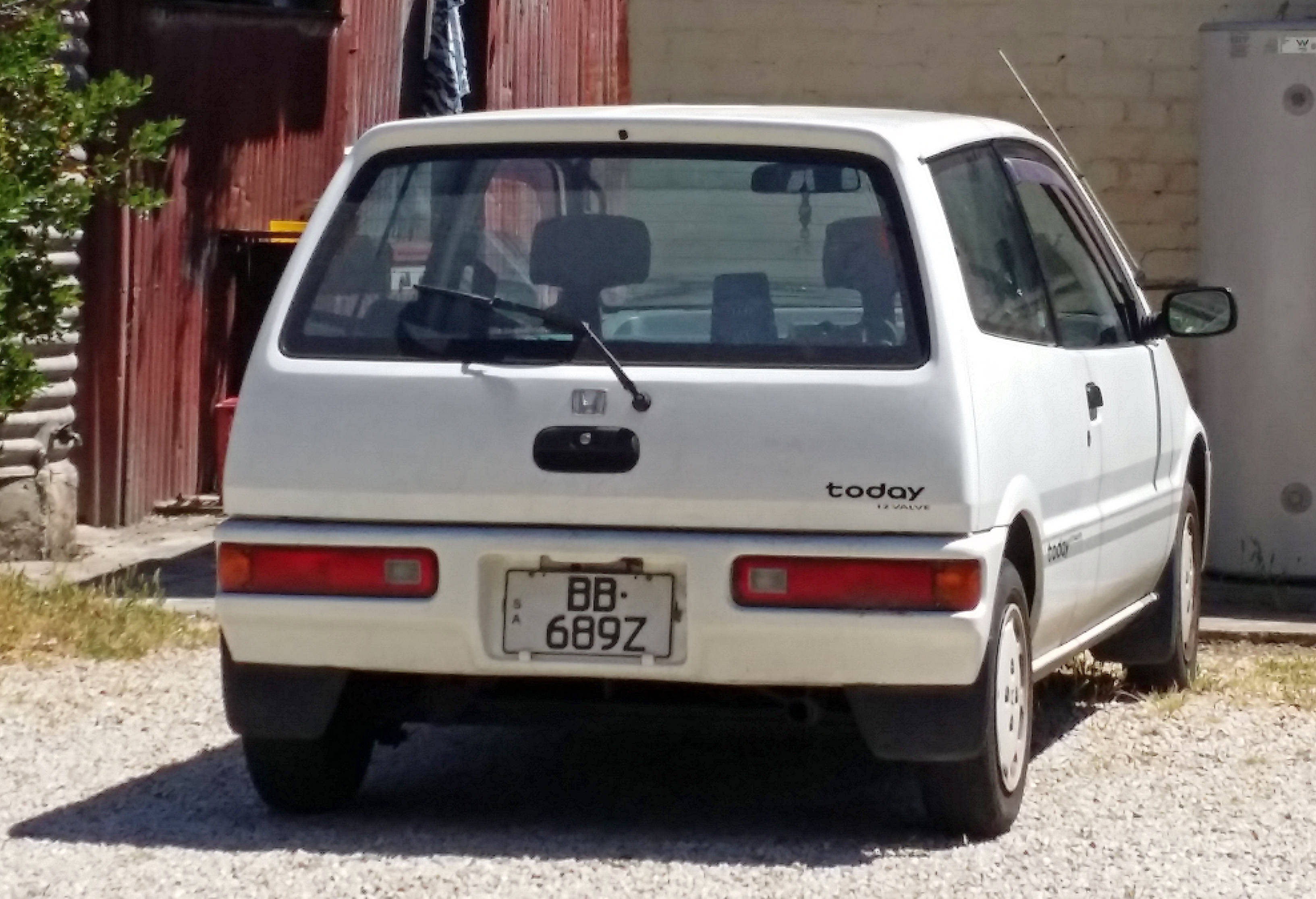
Today Van (JW2 ; arrière)
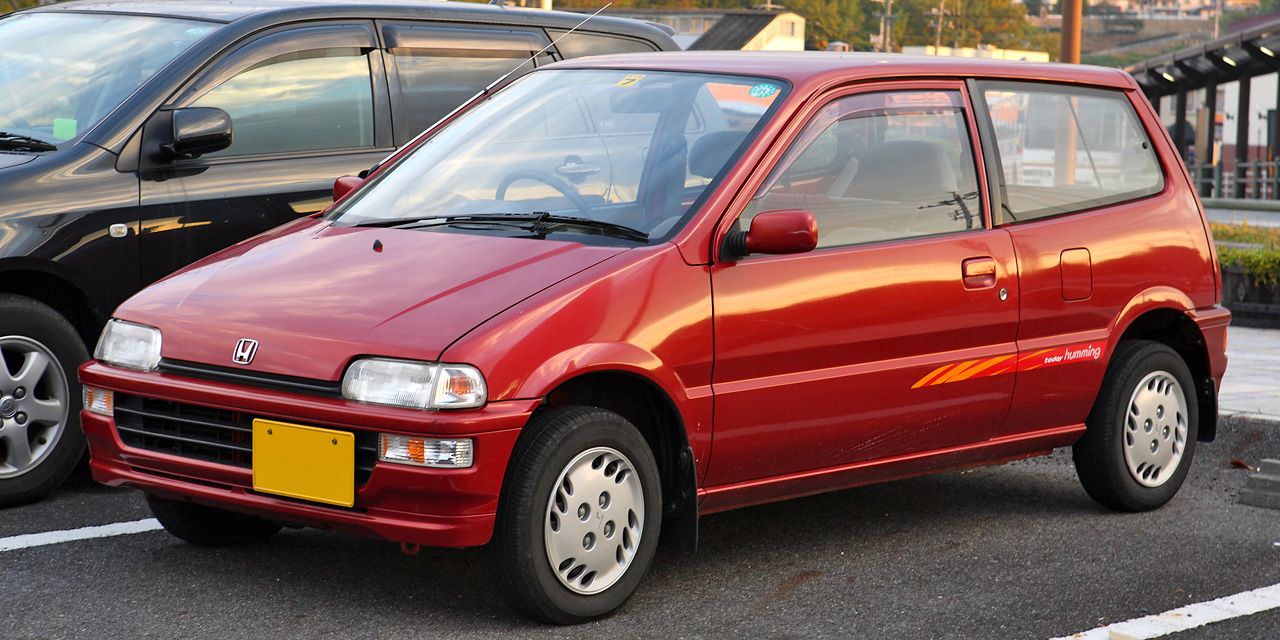
Honda Today Humming, l'une des nombreuses éditions spéciales ultérieures (JW3 ; fourgonnette légère 1994-1998)
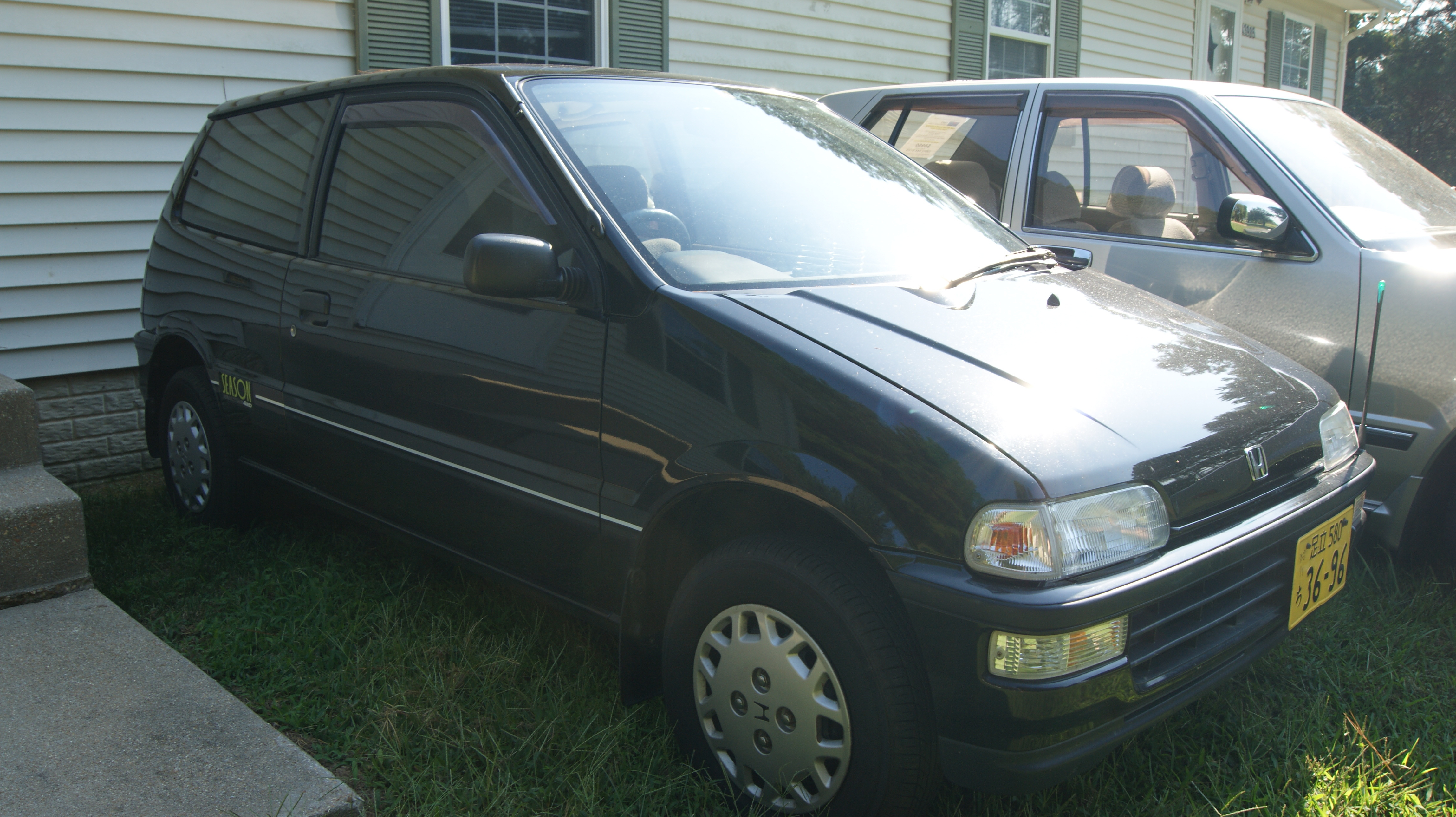
JA3 Honda Today « Season » avec 4 roues motrices Realtime

## Deuxième génération
En janvier 1993, une Honda Today redessinée a été annoncée. Contrairement à la première génération, conçue à l'origine pour répondre aux exigences des véhicules utilitaires légers, la deuxième génération Today a été conçue dès le départ comme une voiture de tourisme. Ainsi, la suspension a été réglée pour une conduite plus confortable et la voiture n'avait pas de hayon conventionnel ; à sa place se trouvait un hayon s'ouvrant vers le bas, comme sur la Civic trois portes de 1992 (bien que contrairement à la Civic, la lunette arrière d'aujourd'hui ne s'ouvrait pas). Cela a influencé le nom de la finition « Pochette », qui décrivait l'ouverture du hayon. Bien que la lunette arrière inhabituelle et enveloppante ait été conçue pour maximiser la vue sur les côtés de la voiture, la conception a également augmenté la rigidité de la carrosserie. Comme pour la Today originale, l'intérieur n'était pas symétrique. Avec la deuxième génération, Honda a pleinement profité de l'espace supplémentaire à droite et a rendu le siège conducteur légèrement plus large que le siège passager avant, à respectivement 500 et 460 mm. Ces caractéristiques ont été décidées après que des recherches aient indiqué que le public cible de la voiture était principalement constitué de jeunes femmes célibataires qui conduisaient souvent seules, avec peu de besoin d'espace de chargement ou de place pour des passagers supplémentaires.
Alors que la berline n'était initialement disponible qu'en version deux portes, la Today Associe (Japonais :トゥデイ アソシエ) à quatre portes a été ajoutée en mai 1993. Selon Honda, le nom est dérivé du mot anglais « Associate ». Sur les modèles à quatre portes avec vitres électriques, les vitres arrières étaient toujours à commande manuelle. Outre le niveau d'équipement le plus bas (Mi), un airbag côté conducteur était proposé en option. Sur les modèles traction mieux équipés, l'ABS était également disponible, bien que cela empiétait considérablement sur l'espace dans le coffre. Commander l'airbag ou le système ABS était également le seul moyen d'obtenir des ceintures à trois points ELR sur les sièges arrière au lieu des ceintures de taille habituelles.
Le modèle Today de 1993 était décliné sous deux motorisations, un Moteur E07A trois cylindres de 656 cc à injection standard et une version à haut rendement du même moteur avec la technologie MTREC pour le modèle Xi (appelé Rs dans le modèle restylé). MTREC signifie « Multi Throttle Responsive Engine Control » et dispose boitiers papillons individuels pour chaque cylindre. Ce moteur a été emprunté à la Honda Beat, bien que le moteur d'aujourd'hui ait été réglé pour avoir un couple plus bas que celui de la Beat haut de gamme. Les modèles équipés du moteur MTREC ont reçu un volant à trois branches et un compte tours. Les puissances de sortie étaient 35 kW (47 hp) à 6300 tr/min pour le modèle standard et 43 kW (58 hp) à 7300 tr/min pour les versions équipées du MTREC ; les chiffres de couple étaient respectivement 57 et 60 nm à 5500 et 6200 tr/min respectivement. Ces moteurs sont restés en grande partie inchangés tout au long de la deuxième génération de production.
Les deux moteurs étaient disponibles avec une transmission manuelle à cinq vitesses ou une transmission automatique à trois vitesses. La transmission intégrale (utilisant la technologie Honda Realtime 4WD) n'était disponible que dans le niveau de finition Qi ; contrairement à la première génération de Today les quatre roues motrices étaient également disponibles avec une boite automatique. De la même manière que la première génération de Today, les modèles traction avaient un pont rigide à ressorts hélicoïdaux soutenus par deux bras oscillants et une tige Panhard (bien que la première génération utilisait un pont rigide à poutre de torsion), tandis que les versions à quatre roues motrices avaient des roues arrière à ressorts indépendants à l'aide de jambes de force.
Le modèle de base s'appelait à l'origine Mi, avec une Pochette mieux équipée disponible seulement en configuration deux portes. La finition Gi correspondante n'était proposée que sur l'Associe. Le Qi était la version à quatre roues motrices, et le Xi était le modèle le plus sportif, utilisant le moteur MTREC. En mars 1994, le modèle de base a été rebaptisé Ji et les ceintures de sécurité arrière à trois points sont devenues un équipement standard. Jusqu'en 1996, les acheteurs d'aujourd'hui pouvaient spécifier des rétroviseurs japonais traditionnels montés sur les ailes des modèles de base Mi et Ji, une fonctionnalité qui était encore populaire auprès des conducteurs professionnels à l'époque.
Pour le restylage de février 1996, Honda a remplacé le hayon s'ouvrant vers le bas par un hayon traditionnel. Cela a nécessité une refonte complète de l'arrière (résultant en un look très similaire à celui de la Honda Logo, qui est apparue quelques mois plus tard). L'option d'un airbag côté conducteur était désormais disponible sur toute la gamme, alors qu'auparavant elle n'était proposée que sur certains modèles. La cinq portes est arrivée un mois après la trois portes et s'appelait désormais simplement « Today », renonçant au nom « Associe ». L'avant a également été retravaillé avec une calandre fine et des pare-chocs différents. Les numéros de châssis sont restés JA4 et JA5 (FF/4WD). Reflétant l'évolution des conditions du marché, la Today à cinq portes n'était plus disponible avec le moteur MTREC plus puissant, car les acheteurs avaient tendance à apprécier les modèles plus économiques.
Une pièce commune aux deux générations et à tous les modèles d'aujourd'hui était l'essuie-glace unique. Bien qu'il n'ait jamais connu de succès sur un marché en évolution, où les modèles « tallboy » étaient répandus, le JA4/JA5 Today, rabaissé, avec sa construction relativement rigide, a depuis développé une forte popularité auprès des coureurs et des tuners d'aujourd'hui. Il existe un marché secondaire florissant pour la Today, aidé en outre par le partage d'un moteur avec le Beat.

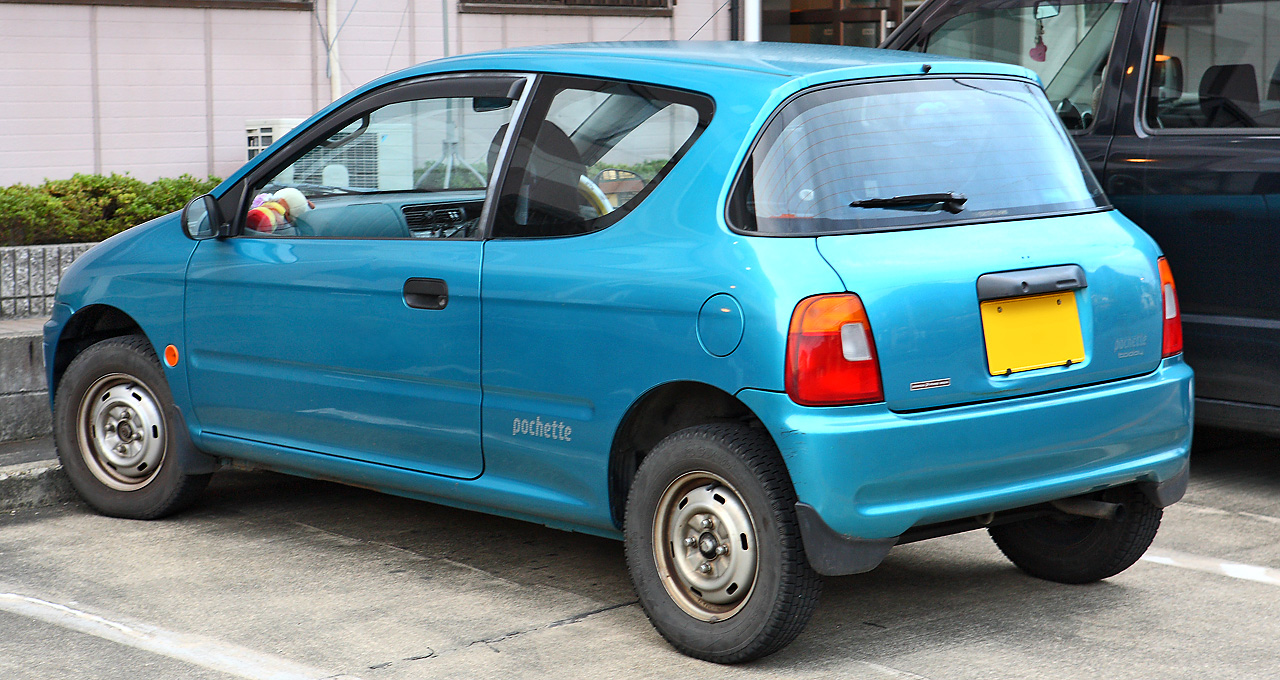
Honda Today Pochette 2 portes (pré-lifting, arrière)
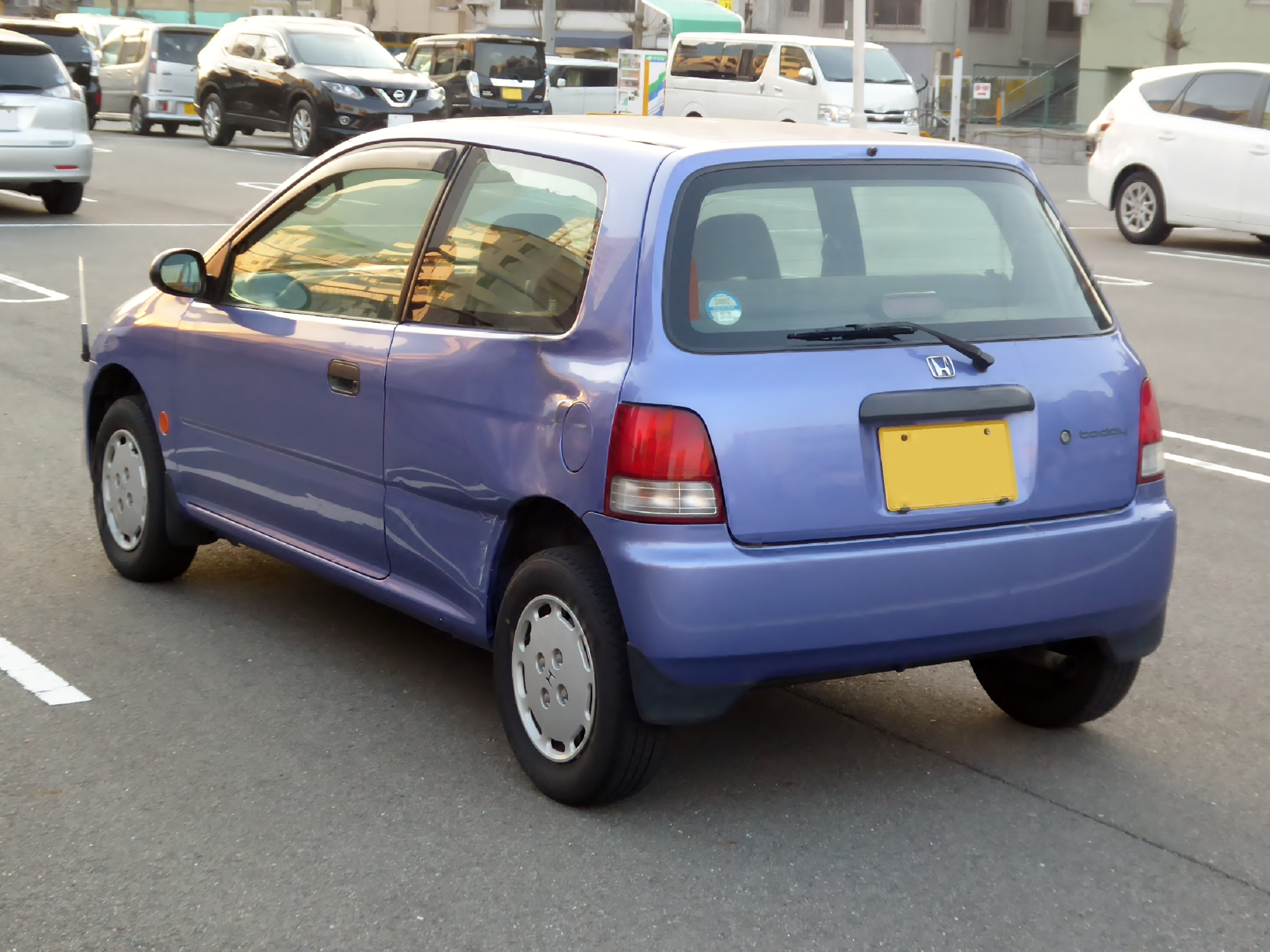
Facelift 3 portes Today Gs
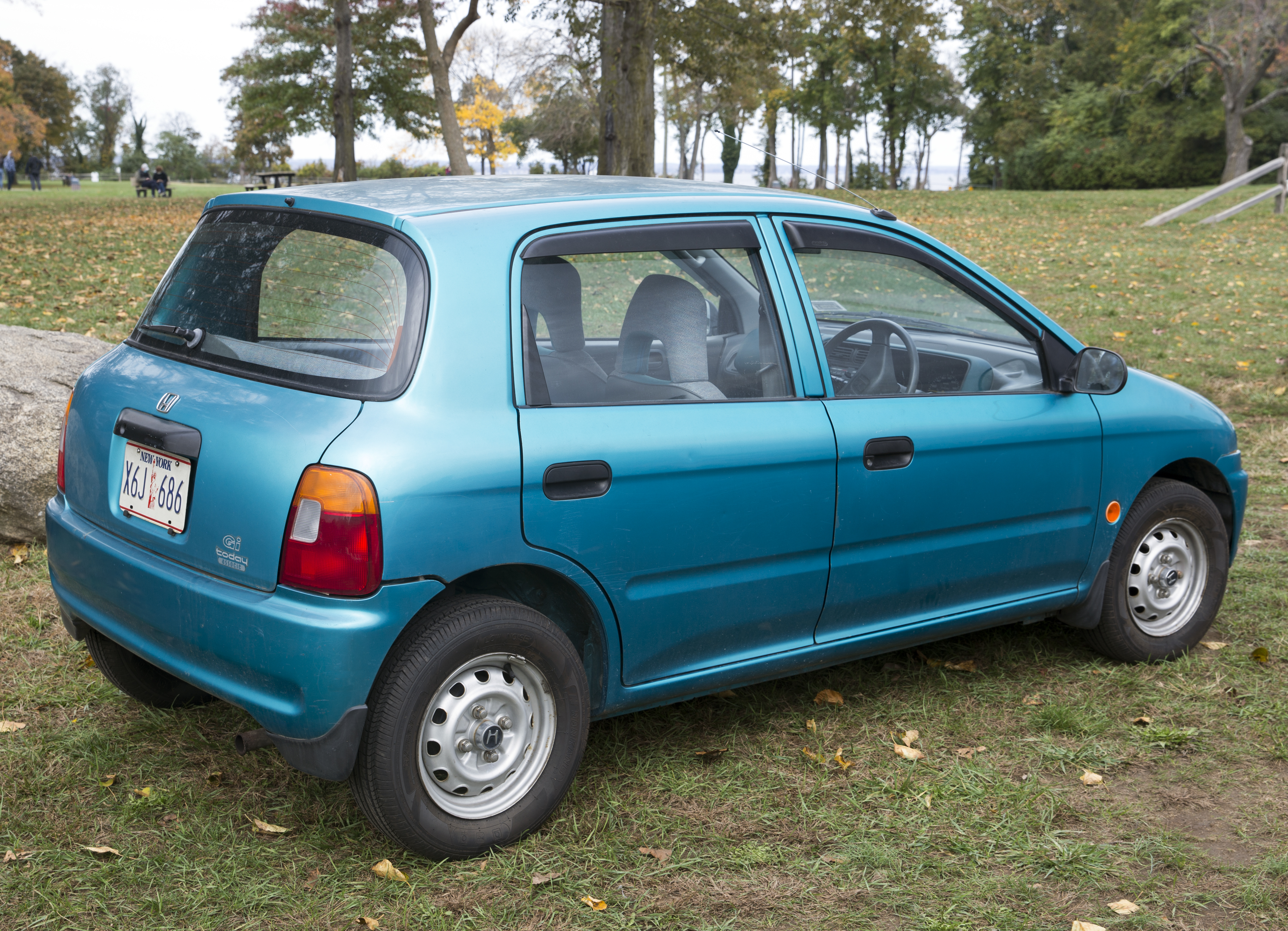
Honda Today Associe Gi (4 portes, pré-lifting, arrière)
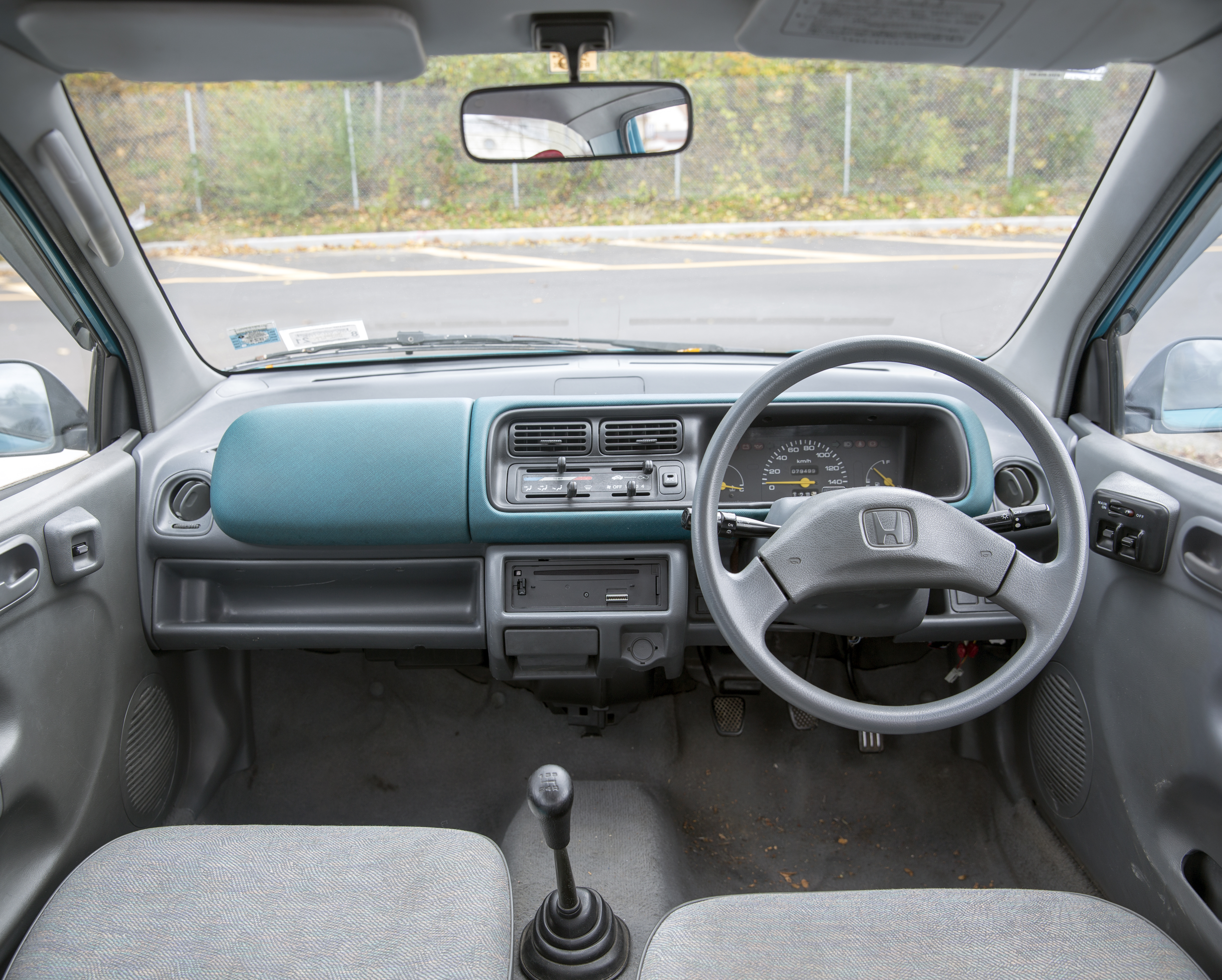
Tableau de bord du pré-lifting Aujourd'hui Associe
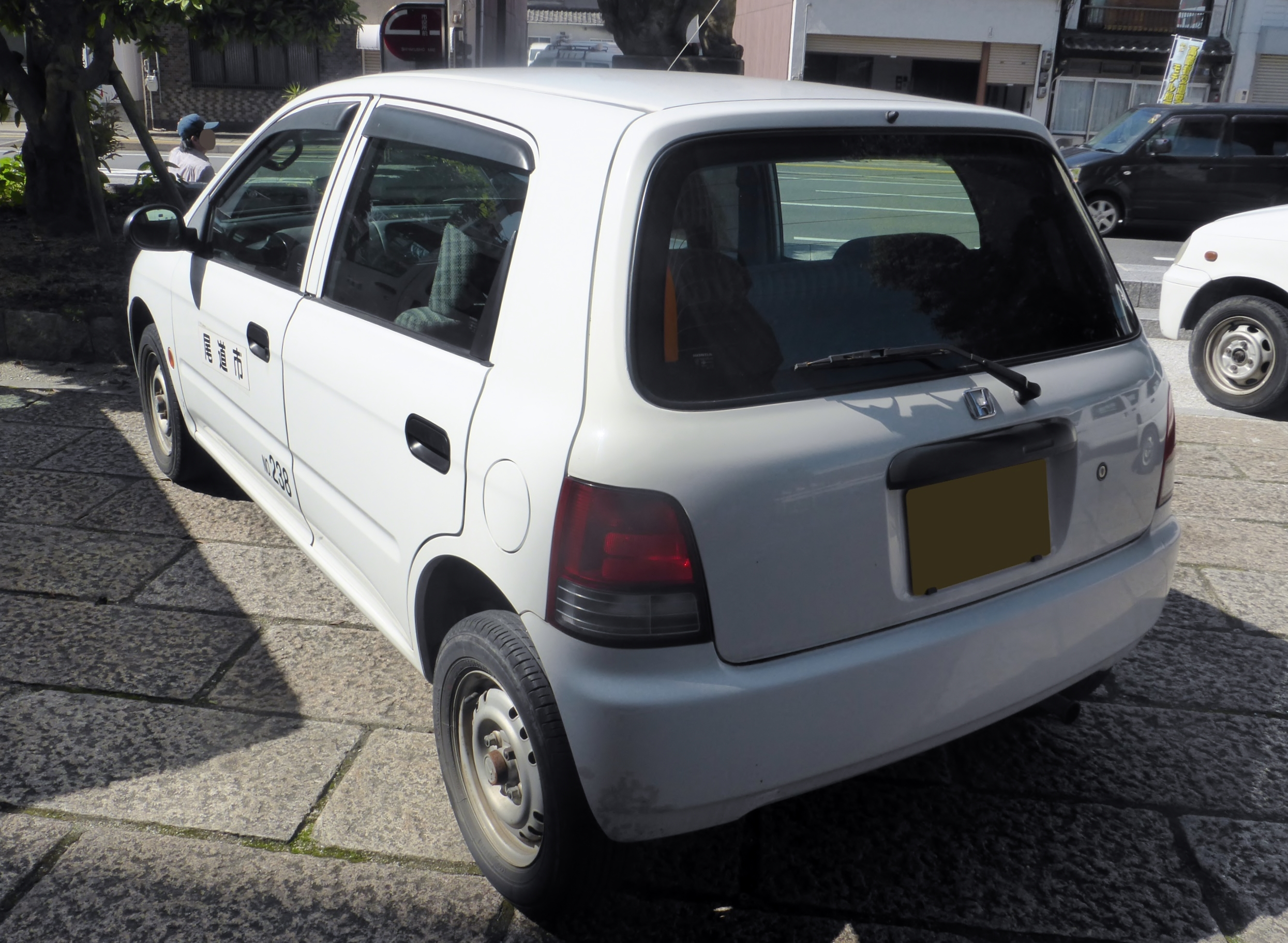
La 5 portes restylée a reçu un hayon arrière approprié (version Qi 4WD)
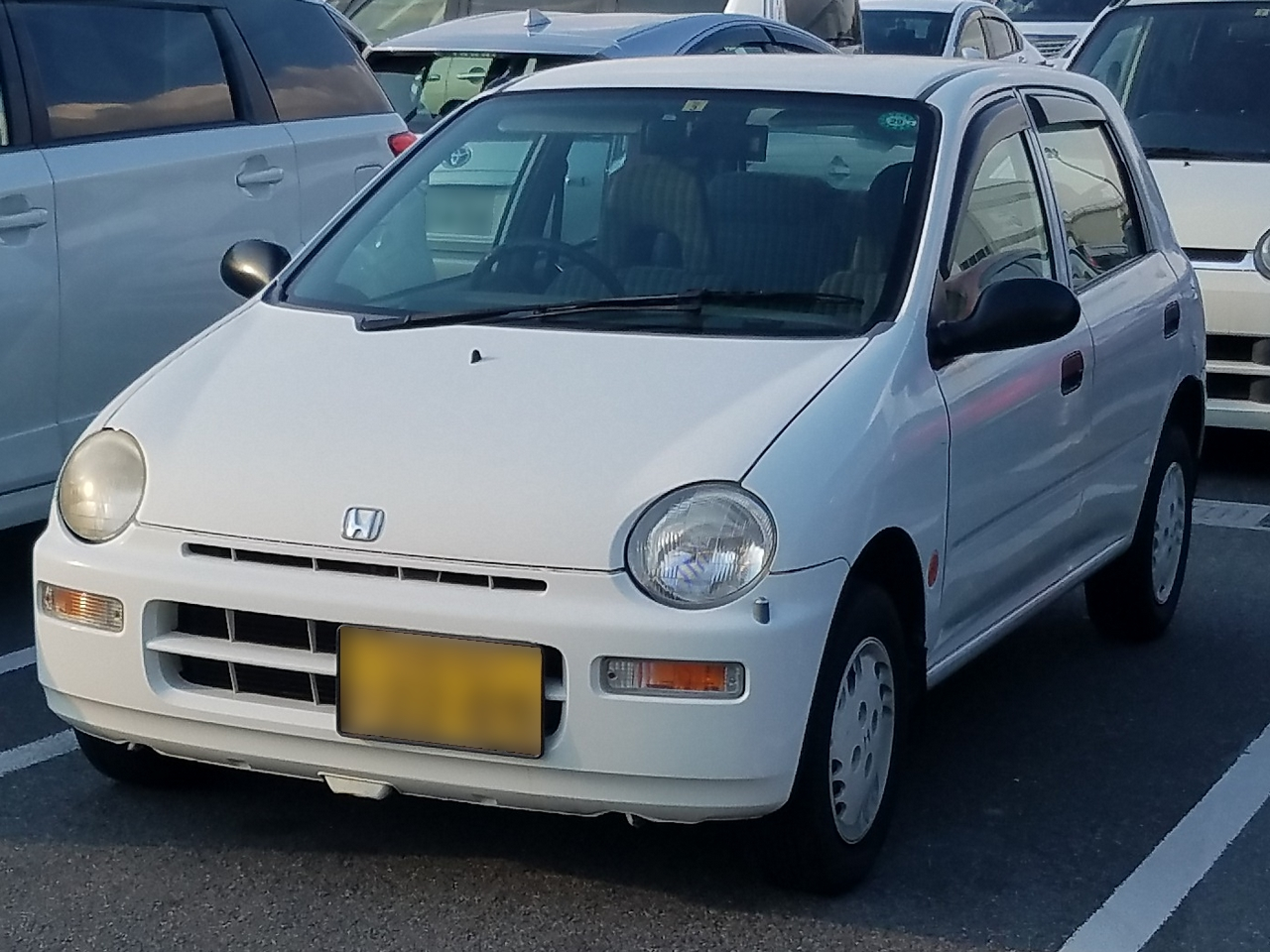
Facelift Today Gf 5 portes

### Arrêt
À la lumière du succès du Suzuki Wagon R, Honda a décidé d'introduire une version moderne de son microvan Honda Life « StepVan » des années 1970 et a réintroduit le nom du modèle Life en 1997. Lorsque la réglementation des kei cars a changé en octobre 1998, nécessitant une refonte, le Life « tallboy » a été mis à jour, tandis que la Today, une interprétation moderne de la première Honda Life à hayon trois portes, a été abandonnée.